# Illats
Illats är en kommun i departementet Gironde i regionen Nouvelle-Aquitaine i sydvästra Frankrike. Kommunen ligger i kantonen Podensac som tillhör arrondissementet Langon. År 2022 hade Illats 1 403 invånare.

## Befolkningsutveckling
Antalet invånare i kommunen Illats
Referens:INSEE